# Fonte Cardillo
Fonte Cardillo este o arie protejată (arie specială de conservare — SAC, sit de importanță comunitară — SCI) din Italia întinsă pe o suprafață de 384 ha, integral pe uscat.

## Localizare
Centrul sitului Fonte Cardillo este situat la coordonatele 39°46′06″N 16°02′44″E / 39.768333°N 16.045556°E.

## Înființare
Situl Fonte Cardillo a fost declarat sit de importanță comunitară în septembrie 1995 pentru a proteja 3 specii de animale. Situl a fost protejat și ca arie specială de conservare în iunie 2017.

## Biodiversitate
Situată în ecoregiunea mediteraneană, aria protejată conține 2 habitate naturale: Păduri de fag din Apenini cu Taxus și Ilex, Pajiști uscate seminaturale și facies de acoperire cu tufișuri pe substraturi calcaroase (Festuco-Brometalia) (* situri importante pentru orhidee).
La baza desemnării sitului se află mai multe specii protejate:
- amfibieni (2): Bombina pachypus, Salamandrina terdigitata
- mamifere (1): lupul (Canis lupus)

Pe lângă speciile protejate, pe teritoriul sitului au mai fost identificate 6 specii de amfibieni, 3 specii de mamifere.